# Javier Lorente
Javier Lorente Peñas, noto semplicemente come Javier Lorente (Madrid, 21 aprile 1970), è un ex giocatore di calcio a 5 spagnolo, campione europeo con la Nazionale spagnola nel 1996.

## Carriera

### Club
Ha iniziato la carriera nel Toledo F.S. per poi passare al Toledart F.S. con cui nel 1989 conquista la promozione in Division de Honor. Nel 1991 passa al Boomerang Interviú con cui vince una Coppa di Spagna e una Supercoppa, passa poi al CLM Talavera con cui conquista il suo primo titolo nazionale spagnolo e l'European Champions Tournament. Passa per una stagione in Italia al Torino seguendo il tecnico Jesús Velasco e ottenendo lo scudetto. Torna in Spagna dopo un'unica stagione italiana, ingaggiato dal Castellón con cui vince due scudetti ed altre due Coppe dei Campioni. Termina la carriera dapprima nell'Atletico Boadilla e successivamente nell'Azkar Lugo FS

### Nazionale
Come massimo riconoscimento in carriera vanta la partecipazione con la Nazionale di calcio a 5 della Spagna a due campionati mondiali: il FIFA Futsal World Championship 1992 dove le furie rosse hanno conquistato la medaglia di bronzo battendo nella finalina l'Iran, ed il successivo FIFA Futsal World Championship 1996 dove la Spagna ha conquistato l'argento. Nello stesso 1996 Lorente è stato tra gli spagnoli campioni d'Europa in casa. In totale, ha disputato 84 incontri con la Nazionale, mettendo a segno 35 reti.

## Palmarès

### Club
- Campionato spagnolo: 3
Castellón: 1999-00, 2000-01
Castilla la Mancha Talavera: 1996/97
- Campionato d'Europa: 3
- Castilla la Mancha Talavera: 1997/98
- Playas de Castellón: 2000/01 y 2001/02

### Nazionale
- Campionato d'Europa: 1

1996